# Campeones de la vida
Campeones de la vida foi uma telenovela argentina da Pol-ka Producciones, exibida pelo Canal 13 entre 4 de janeiro de 1999 e 2 de março de 2001.
Foi protagonizada por Osvaldo Laport, María Valenzuela, Soledad Silveyra, Juan Carlos Calabró, Mariano Martínez e Laura Azcurra

## Sinopse
A trama gira em torno de duas famílias relacionadas por boxe. Os D'Alessandro são dois irmãos com ocupações diferentes: enquanto Ciro trabalha como empregado de um frigorífico, seu irmão Tito tenta para motivar seu sobrinho Valentin a se envolver no esporte do boxe. Valentin teria um relacionamento romântico com Camila, a filha do chefe de seu pai.
Outro boxeador que toma parte na trama é Guido Guevara, que tenta recuperar seu prestígio no mundo do boxe e tem um caso com Clara, um professora de escola primária.

## Elenco
| Azucena           | Virgina Inocentti   |                 |                  |                |                  |
| Camila            | Laura Azcurra       |                 |                  |                |                  |
| Capilla           | Héctor Anglada      |                 |                  |                |                  |
| Carla             | Julieta Díaz        |                 |                  |                |                  |
| Catalina          | Malena Luchetti     |                 |                  |                |                  |
| Chavero           | Pablo Cedrón        |                 |                  |                |                  |
| Ciro D'alessandro | Juan Carlos Calabró |                 |                  |                |                  |
| Clarita           | Soledad Silveyra    |                 |                  |                |                  |
| Clelia            | Betiana Blum        |                 |                  |                |                  |
| Danilo            | Luciano Castro      | Don Atilio      | Aldo Barbero     | Ethel          | Cecilia Maresca  |
| Federico          | Facundo Espinosa    | Garmendia       | Fabian Mazzei    | Guido Guevara  | Osvaldo Laport   |
| Hernán Romero     | Raúl Taibo          | León            | Juan José Camero | Luisa          | Catalina Speroni |
| Mirta             | Mónica Gazpio       | Pedro           | José Luis Mazza  | Ray Gun Baxter | Federico D'elia  |
| Sandro            | Diego Peretti       | Tito            | Osvaldo Santoro  | Valentín       | Mariano Martínez |
| Vasquito          | Carlos Belloso      | Walter Rocamora | Dulio Orso       | Yoli           | Jessica Becker   |

## Premios
| Año  | Premio        | Categoria                            | Receptor/a           | Resultado |
| ---- | ------------- | ------------------------------------ | -------------------- | --------- |
| 1999 | Martín Fierro | Melhor Comedia                       | Campeones de la vida | Ganhador  |
| 1999 | Martín Fierro | Melhor ator protagonista de comedia  | Osvaldo Laport       | Ganhador  |
| 1999 | Martín Fierro | Melhor atriz protagonista de comedia | María Valenzuela     | Ganhadora |
| 1999 | Martín Fierro | Melhor atriz protagonista de comedia | Soledad Silveyra     | Nomeada   |
| 1999 | Martín Fierro | Ator Revelação                       | Carlos Belloso       | Ganhador  |
| 1999 | Martín Fierro | Melhor atuação infantil              | Malena Luchetti      | Nomeada   |
| 1999 | Martín Fierro | Tema musical original                | Alejandro Lerner     | Ganhador  |
| 2000 | Martín Fierro | Melhor Comedia                       | Campeones de la vida | Nomeada   |
| 2000 | Martín Fierro | Melhor atriz protagonista de comedia | Soledad Silveyra     | Nomeada   |
| 2000 | Martín Fierro | Melhor ator protagonista de comedia  | Juan Carlos Calabró  | Nominado  |
| 2000 | Martín Fierro | Melhor atriz protagonista de comedia | Virginia Innocenti   | Ganhadora |
| 2000 | Martín Fierro | Melhor atriz de reparto              | Betiana Blum         | Ganhadora |
| 2000 | Martín Fierro | Melhor atuação infantil              | Malena Luchetti      | Ganhadora |
| 2001 | Martín Fierro | Melhor ator protagonista de comedia  | Osvaldo Laport       | Nomeado   |

## Exibição Internacional

### No Brasil
Campeões da vida foi exhibida originalmente pela Rede Globo entre 15 de março de 1999 e 5 de maio de 2001 às 19h15 logo apos do Malhação.